# Rivière Lepellé
Pour les articles homonymes, voir Lepelle.
La rivière Lepellé est un affluent de la rive nord de la rivière Arnaud, laquelle se déverse sur le littoral ouest de la baie d'Ungava. La rivière Lepellé coule sur le plateau de l'Ungava, dans la toundra arctique, dans le territoire non organisé de Rivière-Koksoak, de la région du Nunavik, dans la région administrative du Nord-du-Québec, au Québec, au Canada.
Le territoire de la rivière est administré par l’Administration régionale Kativik. Ce territoire se situe dans la province naturelle de la péninsule d'Ungava.

## Géographie
Les bassins versants voisins de la rivière Vachon sont :
- côté nord : rivière de Puvirnituq, lac Saint-Germain ;
- côté est : rivière Lataille, rivière Vachon, rivière Arnaud ;
- côté sud : rivière Arnaud, rivière Groust, rivière Kuugajaraapik ;
- côté ouest : lac Nantais.

Les lacs  Lesdiguières, Klotz, et Nalluajuk constituent les plans d'eau supérieurs de la rivière Lepellé. Dans son cours, la rivière traverse le Lac Nalluajuk en direction sud-est. Plus bas, la rivière tourne vers le sud et recueille sur sa rive droite les eaux de la rivière Groust. Au niveau inférieur, à la hauteur de l'embouchure de la rivière Groust, le débit moyen de la rivière est de 147 m³/s. Après environ 140 km, la rivière Lepellé rejoint la rive nord de la rivière Arnaud.

## Toponymie
Jadis, la rivière Lepellé était désigné rivière Payne du Nord (eng. North River Payne).
Les Inuits la désigne sous l'appellation de "Nalluajuup Kuunga". À la suite d'une demande du Service des ressources hydrauliques du ministère des Ressources naturelles, les autorités toponymiques québécoises ont approuvé cette nouvelle désignation de Lepellé, en 1962. Ce toponyme évoque l'œuvre de vie d'Antoine Lepellé, dit Desmarets, nommé arpenteur et mesureur, le 1er juillet 1724.
Le toponyme rivière Lepellé a été officialisé le 5 décembre 1968 à la Commission de toponymie du Québec.